# Josep Batlle i Jover
Josep Batlle i Jover (La Selva del Camp, 5 de juliol de 1774 - 18 d'agost de 1847) va ser un jurista català.
Era fill de Joan Baptista Batlle i de Ramona Jover. Va estudiar a la Universitat de Cervera on es va doctorar en Dret. Regidor a l'ajuntament del seu poble, l'any 1811 va formar part primer de la Junta de Tarragona i després va ser vocal de la Junta Superior de Govern del Principat de Catalunya. Diputat a Corts, va actuar de secretari a les Corts de Cadis. També va ser arxiver municipal a La Selva del Camp. Eufemià Fort i Cogul va publicar la seva biografia l'any 1960.